# أرغيل وبوت (دائرة انتخابية في المملكة المتحدة)
ارغيل وبوت (بالإنجليزية: Argyll and Bute)‏ هي إحدى الدوائر الانتخابية في المملكة المتحدة الممثلة في مجلس العموم في برلمان المملكة المتحدة.
عضو البرلمان الذي يمثلها حالياً هو :Mr Alan Reid (LD).